# 항량
항량(項梁, ?~기원전 208년)은 중국 진나라 말기의 반란군 지도자로 항연의 자, 서초패왕 항우(項羽)의 숙부이다. 반란을 이끌던 도중 진나라군의 기습 공격으로 전사했다.

## 생애
하상 출신으로 그의 아버지는 전국시대 때 진나라에 맞섰던 초나라의 장수 항연이다. 초나라 멸망 후 역양에서 진나라에 사로잡혔으나 진의 장수 사마흔의 도움으로 풀려났다.
기원전 209년 진승과 오광의 난이 일어나자 전국각지에서 제후들이 진나라에 대항해 봉기를 일으켰고, 항량 역시 9월에 회계 태수 은통을 살해하고 오중에서 군사를 일으켜 조카 항우를 부장으로 삼았다.
기원전 208년 끝내 농민 반란군의 제왕 진승이 진나라 장군 장함의 대공격으로 패퇴하자, 진승의 부장 소평은 항량에게로 합류하고, 8000명의 군사를 이끌고 서쪽으로 진군했다. 그 뒤 진영과 영포 등과 합세해 항량의 군대를 크게 불어났으며, 진승의 부장이었던 진가가 경구를 초왕으로 세우고 맞서자 진가를 공격해 죽였다.
진과 전투를 벌여 설현을 점령했고, 항우를 보내 양성까지 점령했고, 이후 항량은 곳곳에서 승리해 제나라의 전영, 용저와 함께 동아에서 진군을 격파했다. 항량은 항우와 유방을 보내 성양을 공격해 점령하도록 하였고, 복양에서도 다시 진군을 격파했다.
항우와 유방은 정을 공격했으나 함락시키지 못하자 서쪽으로 진군하여 옹구에서 진나라 승상 이사의 아들인 삼천 태수 이유를 죽였다. 항량은 동아에서 정도까지 수많은 승리를 거두고 큰 승리로 인해 점차 교만해졌다.
그러다가 부하 한신의 말을 듣지 않고 진나라군을 공격하다가 정도에서 장함이 이끄는 진나라군의 습격을 받아 장함의 부하 손승에게 전사했다.

## 같이 보기
- 초 (춘추 전국)
- 초한쟁패기
- 초 의제
- 항연
- 항백
- 항우
- 항장
- 초한지